# Harvest Moon
Harvest Moon (яп. 牧場物語 бокудзё моногатари, «История на ферме») — серия японских компьютерных игр, симулирующих жизнь человека на ферме. Разработана геймдизайнером Ясухиро Вадой и студией Victor Interactive Software (ныне Marvelous Entertainment). Выполнением англоязычных локализаций и распространением игр в североамериканском регионе занимается компания Natsume, издателем на территории Европы выступает Rising Star Games. Первая игра Harvest Moon была выпущена ещё в 1996 году для приставки Super Nintendo Entertainment System, с тех пор появилось множество продолжений и ответвлений для самых разнообразных платформ.
Игрок, управляя фермером, занимается земледелием и животноводством, продаёт полученные продукты, строит и улучшает на своём участке различные сельскохозяйственные сооружения. Помимо развития фермы, важное место во всех частях традиционно занимают ролевые элементы, героя окружают многие другие персонажи, и от общения с ними во многом зависит успех в прохождении игры — часто фермер может жениться и завести собственных детей, которые будут помогать ему работать. По мере прохождения персонаж накапливает опыт владения теми или иными инструментами, после чего те улучшаются.

## Игровой процесс
Каждая игра всегда начинается с того, что некий персонаж получает в собственность старую заброшенную ферму и теперь должен возродить её практически с нуля. Игрок при этом управляет не самой фермой, а именно главным героем, перемещает его по локациям, выполняет с помощью него необходимые работы и т. д. События происходят в реальном времени, в дневное время суток персонаж должен успеть сделать все запланированные дела, поскольку работа ночью сбивает режим и отрицательно сказывается на здоровье. Работая, персонаж устаёт — периодически необходимо восстанавливать силы отдыхом в горячих источниках или приёмом пищи, в противном случае фермер может потерять сознание и вынужден будет провести целый день в больнице. Подконтрольная ферма обычно находится внутри некой деревни, где живут многие другие персонажи, есть магазин, кузница, церковь, библиотека и прочие полезные места.

### Развитие фермы
Основными занятиями на ферме являются земледелие и животноводство. Персонаж расчищает поле от камней, веток и сорняков, обрабатывает поделённую на квадраты землю и засаживает её семенами, приобретёнными в магазине. Разные культуры растут и дают урожай по-разному, например, одни очень быстро созревают, но плодоносят только один раз, тогда как другие после длительного развития способны давать урожай многократно. Каждый день посадки необходимо поливать, чтобы они продолжали расти. Определённые растения сажаются в определённое время года, в некоторых играх продолжать заниматься земледелием можно даже зимой, если построить теплицу или выкопать подвал. В первой части были представлены только четыре культуры, репа, картофель, томаты и кукуруза, однако в последующих появились многие другие: капуста, морковь, лук, земляника, батат, тыква, рис, ананас, огурец и пр. Также в каждой части присутствует возможность засеять поле травой, которая не даёт никаких плодов, но может быть скошена и использована в качестве корма для животных.
Не меньше дохода персонаж получает от животноводства. В самой первой Harvest Moon были представлены только куры и коровы, дающие яйца и молоко соответственно. Позже к ним добавились овцы, с которых можно состригать шерсть, в некоторых поздних играх присутствуют утки, козы, коровы разных пород. В Harvest Moon: Tree of Tranquility есть возможность разводить тутовых шелкопрядов и страусов, а также одомашниванию поддаются некоторые дикие звери. Животные способны размножаться, куриное яйцо помещается фермером в инкубатор, и через несколько дней из него вылупляется цыплёнок. Коровы и овцы беременеют, если дать им так называемое чудесное зелье, процесс отдалённо напоминает искусственное осеменение. Все животные требуют тщательного ухода, ежедневной кормёжки, чистки, иначе они заболевают и могут умереть. Если регулярно оказывать им внимание, отношение к хозяину, выраженное количеством сердечек, улучшается. От количества сердечек зависит вероятность того, что животное выиграет на проводимых регулярно деревенских соревнованиях. Победившие животные, в свою очередь, очень хорошо влияют на материальное состояние, победившая курица, к примеру, начинает нести золотые яйца.
Помимо сельскохозяйственных животных есть также животные-любимцы, они не дают прямого дохода, выполняя роль своеобразных декораций, хотя тоже требуют внимания и могут участвовать в соревнованиях. Обычно это собака и конь, но в некоторых отдельных частях присутствуют свинья, кот, черепаха и даже панда, в Harvest Moon: Back to Nature впервые можно разводить рыбу. Иногда на ферму заявляются животные-вредители, например, волки утаскивают вышедших из курятника кур, гоферы занимаются разорением полей.
Для работы на ферме персонаж пользуется разнообразными инструментами: вырубает ветки и пни топором, разбивает камни молотом, косит сорняки косой, поливает посадки лейкой и т. п. По мере прохождения уровень владения каждым инструментом увеличивается, и позже их можно усовершенствовать в кузнице, повышая тем самым эффективность. Улучшенная лейка поливает сразу несколько клеточек на поле, тогда как улучшенный молот разбивает самые большие валуны. В кузнице также продаются некоторые вспомогательные вещи, например, приспособление для дойки коровы, ножницы для остригания овец пр. В результате рубки пней и веток персонаж получает древесину, которую впоследствии можно использовать на модернизацию находящихся на ферме строений и возведение забора.
Всю полученную продукцию фермер относит в специальный контейнер, откуда ежедневно её забирает перекупщик, оставляющий взамен деньги. Продукты не обязательно продавать, их можно съесть для восстановления здоровья, можно сохранить их в холодильнике или приготовить из них какую-либо еду, обладающую большей ценностью. Кроме выращенных на ферме существуют также места в деревне, где тоже есть полезные предметы: в определённые времена года в лесу самостоятельно растут травы и грибы, иногда с деревьев падают яблоки, а из диких ульев можно добыть мёд. Часто неподалёку от деревни расположена шахта, в которой персонаж может выкапывать руду для улучшения инструментов, драгоценные камни для создания украшений или просто деньги.

### Взаимодействие с другими персонажами
Деревня, в которой находится ферма, включает множество разных персонажей, у каждого свои проблемы и заботы, мировоззрение, определённый распорядок дня: в светлое время суток люди занимаются повседневными делами, вечером идут отдыхать в бар, по определённым дням ходят мыться, бывают друг у друга в гостях. Ежегодно жителями устраиваются праздничные мероприятия по поводу Дня благодарения, Нового года, Рождества, проводятся фестивали и выставки, спортивные состязания, например, чемпионат по плаванию. Подконтрольный игроку фермер принимает в этом всём непосредственное участие, приводит своих животных на ярмарки, готовит еду для кулинарных конкурсов и т. д. Персонаж может подружиться с определёнными жителями или наоборот вызвать у кого-то неприязнь.
В большинстве игр присутствует возможность найти себе невесту и жениться. Девушки постепенно влюбляются в фермера, если он регулярно общается ними, в чём-то помогает, делает подарки. Иногда у героя появляются конкуренты, которые тоже борются за сердца потенциальных невест и в случае промедления могут сделать предложение о бракосочетании раньше главного героя. В некоторых версиях Harvest Moon главной героиней выступает девушка, она, соответственно, может выйти замуж за кого-нибудь из деревенских холостяков. В отдельных играх присутствует возможность рождения детей, причём в более поздних частях ребёнок развивается от младенца до взрослого человека. После полного прохождения Harvest Moon: Tree of Tranquility игрок может начать заново, взяв под управление сына своего фермера.

## Отзывы и критика
В целом серия оценивается критиками положительно, однако отдельные части удостоены более высоких оценок, чем другие. По данным сайтов GameRankings и Metacritic, наиболее удачными получились Harvest Moon 64, Harvest Moon: Back to Nature, Harvest Moon: Friends of Mineral Town, Harvest Moon: A Wonderful Life и Harvest Moon: Magical Melody, хотя ни у одной из частей совокупный рейтинг рецензий не опускался ниже 60 %. Как отмечает автор статьи в журнале «Страна игр», поздние части рассчитаны в основном на знакомых с серией игроков и по этой причине очень тяжело воспринимаются новичками, поскольку многие геймплейные процессы нигде не объяснены.
Несмотря на то, что было выпущено уже достаточно много разных игр, явных бестселлеров среди них нет. В сентябре 2011 года издатель Rising Star Games сообщил о продажах более миллиона копий в PAL-регионе. Есть сведения, что на территории Японии наиболее популярными оказались части для портативного устройства Nintendo DS, было продано 948 тысяч экземпляров, при этом продажи версий для PSP намного скромнее, всего лишь 81 тысяча. Игра Harvest Moon: The Tale of Two Towns только за первую неделю после релиза распространилась тиражом в 64 тысячи копий.